# Dryopteris paucisora
Dryopteris paucisora är en träjonväxtart som beskrevs av Edwin Bingham Copeland. Dryopteris paucisora ingår i släktet Dryopteris och familjen Dryopteridaceae. Inga underarter finns listade.